# 2134
|  | Sammenskrivningsforslag Artiklerne 22. århundrede, 2134 er foreslået sammenskrevet. (Siden januar 2015) Diskutér forslaget |

|  | Denne artikel beskriver en fremtidig begivenhed Denne artikel eller sektion handler om planlagt eller forventet fremtidig begivenhed. Der kan forekomme spekulativ information, og indholdet kan ændres dramatisk når begivenheden nærmer sig og mere information bliver tilgængelig. |

| 2134               |
| ------------------ |
| Dødsfald - Fødsler |

| Gregoriansk kalender | 2134 MMCXXXIV           |
| Ab urbe condita      | 2887                    |
| Armensk kalender     | 1583 ԹՎ ՌՇՁԳ            |
| Kinesiske kalender   | 4830 – 4831 癸巳 – 甲午 |
| Etiopisk kalender    | 2126 – 2127             |
| Jødisk kalender      | 5894 – 5895             |
| Hindukalendere       |                         |
| - Vikram Samvat      | 2189 – 2190             |
| - Shaka Samvat       | 2056 – 2057             |
| - Kali Yuga          | 5235 – 5236             |
| Iransk kalender      | 1512 – 1513             |
| Islamisk kalender    | 1559 – 1560             |

Se også 2134 (tal)
2134 er et år.

## Begivenheder
- Halleys komet passerer Jorden.